# Oblast Oeglitsj
De oblast Oeglitsj (Russisch: Углицкая провинция, Oeglitsjkaja provintsija) was een oblast van het keizerrijk Rusland. De oblast ontstond in 1719 door een decreet van Peter I van Rusland. In 1927 werd de oblast onderdeel van het gouvernement Moskou en in 1775 ging het gebied van het oblast op in het gouvernement Jaroslavl. De hoofdstad was Oeglitsj.